# Corvina Veronese

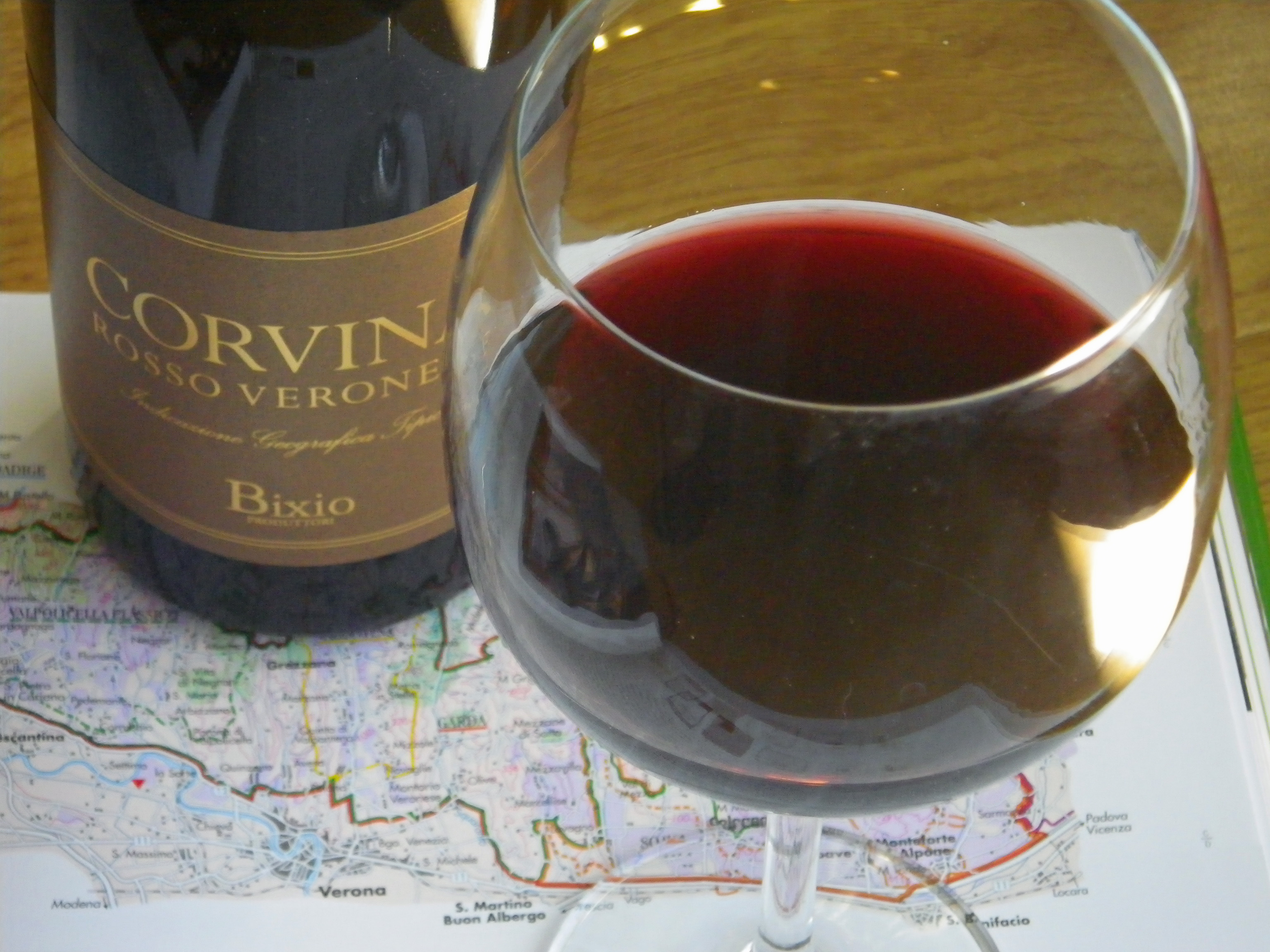
Reinsortig ausgebauter Wein aus Corvina Veronese mit Regionkarte im Hintergrund

Corvina Veronese ist eine aus der Talebene von Verona stammende auch heute noch fast ausschließlich dort im Veneto beheimatete Rotweinsorte. Sortenrein ausgebaut ist sie wenig erfolgreich, da sie nicht harmonisch genug ist. Sie ist aber die Hauptsorte für Valpolicella-Weine sowie Bardolino, Recioto und Amarone della Valpolicella, wo sie häufig mit den Sorten Rondinella und Molinara verschnitten wird. Die Sorte steht häufig gemischt mit ihrer ertragreicheren, aber qualitativ nicht gleichwertigen Variante Corvinone Veronese. Empfohlen ist ihr Anbau in den Provinzen Verona und Brescia. 2010 betrug die Fläche weltweit 7.496 ha.
Corvina Veronese weist eine genetische Nähe zu den Rebsorten Oseleta, Rondinella, Garganega, Dindarella und Pelara auf.

## Ampelographische Sortenmerkmale
- Die Triebspitze ist offen. Sie ist leicht wollig behaart und leicht rosa gefleckt. Die gelblich-grünen Jungblätter sind schwach behaart.
- Die mittelgroßen, Blätter sind fünflappig und deutlich gebuchtet. Die Stielbucht ist lyra-förmig ausgeprägt und die Enden überlappen. Das Blatt ist fein gezahnt.
- Die leicht konusförmige Traube ist geschultert, groß und dichtbeerig. Die länglich-ovalen Beeren sind mittelgroß und von pflaumenähnlich dunkelvioletter Farbe. Die Schale der Beere ist dick. Das Aroma der Beere ist leicht adstringierend.

Reife: ca. 30 Tage nach dem Gutedel, spätreifend.

## Wein
Der aus ihr gekelterte Rotwein ist tiefrot gefärbt, leicht säuerlich und leicht tanninhaltig.
Siehe auch den Artikel Weinbau in Italien sowie die Liste von Rebsorten.

## Synonyme
23 Synonyme: Corba, Corgnola, Corniola, Corva, Corvina, Corvina Comune, Corvina Doppia, Corvina Gentile, Corvina Nera, Corvina Nostrana, Corvina Pelosa, Corvina Reale, Corvina Rizza, Corvine Nostrana, Crevatizza, Croetto, Crovina, Cruina, Cruina Zervei de Gatto, Curvina, Curvinessa, Martinenga, Sgorbera.